# Ein Bertolt-Brecht-Abend mit Therese Giehse
Ein Bertolt-Brecht-Abend mit Therese Giehse ist eine literarische Schallplattenreihe, deren erste Folge 1967 veröffentlicht wurde und die in den darauffolgenden drei Jahren mit jeweils einer weiteren Folge fortgesetzt wurde. Auf den Schallplatten ist die Brecht-Interpretin Therese Giehse mit einer von ihr zusammengestellten vielfältigen Auswahl an Texten Bertolt Brechts zu hören, die sie sowohl gesprochen als auch gesungen darbietet. Die musikalische Leitung der Langspielplatten hat Peter Fischer, von dem mit zwei Ausnahmen (Hanns Eisler) auch die Kompositionen stammen.

## Entstehung

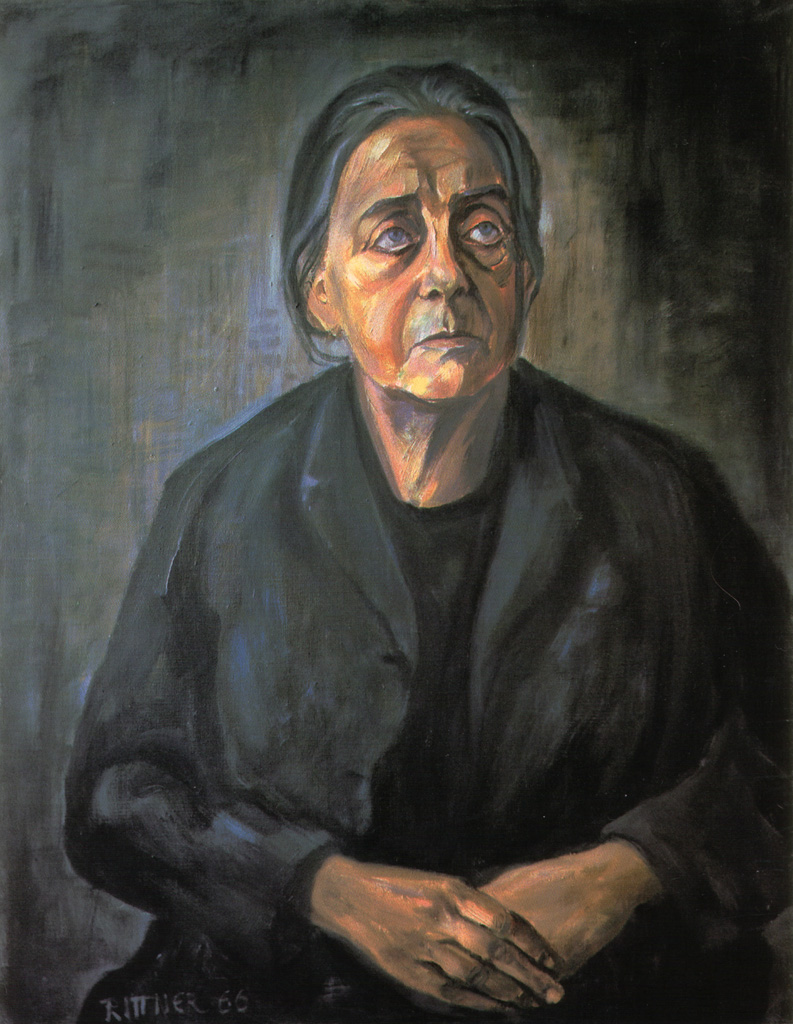
Therese Giehse in der Rolle der Mutter Courage, Porträt von Günter Rittner, 1966

Es war bereits die zweite Schallplatte der Giehse innerhalb des Literarischen Archivs, die 1967 unter dem Titel Ein Bertolt-Brecht-Abend mit Therese Giehse erschien; zuvor erschienen bereits ihre Lieder der Courage als EP. Bereits auf der Erstausgabe war der Hinweis „Erste Folge“ dem Titel hinzugesetzt, da der giehsesche Brecht-Abend von Anfang an als Sprechplattenreihe angelegt war. Die Fortsetzungen folgten im Jahrestakt. Die Aufnahmen für die ersten Folgen der Reihe waren bereits im Jahr 1966 in München gemacht worden. Folge 4 dokumentierte gleichsam eine Aufführung der Münchener Kammerspiele.
Giehse hatte sich zum Zeitpunkt der Entstehung der Reihe schon als Brecht-Interpretin einen Namen gemacht und war insbesondere auch von dem Autor selbst ob ihrer Interpretation schon auf das Höchste gelobt worden.

## Textauswahl
Bei der Auswahl der zu hörenden Gedichte und kurzen Texte stehen jene im Vordergrund, die mehr aus persönlichen Anlässen entstanden sind und weniger der „programmatische“ Brecht. So ist eine persönliche Ebene, auf der Giehse Brecht hier begegnet, im Endergebnis eine Art Autobiographie, die sich aus zum Teil recht gegensätzlichen Texten verschiedenster Schaffensphasen Brechts zusammensetzt.
Den einzigen Langtext stellt die die gesamte B-Seite der zweiten Folge ausfüllende Szene Der Spitzel, aus Furcht und Elend des Dritten Reiches, einem dramatischen Werk Brechts, dar. Hier spricht Therese Giehse sämtliche Rollen.

## Musik
Zwischen einer weitaus größeren Anzahl gesprochener Texte sind in allen Folgen auch Vertonungen brechtscher Lyrik zu finden. Peter Fischer, der die musikalische Gesamtleitung der Abende übernahm, komponierte in der Regel selbst. Musiker waren neben Fischer am Klavier Benno Ahr (Saxophon), Hans Günther Billig (Flöten) und Nico Quabus (Kontrabass). Die Rezitatorin übernahm den Gesangspart.
Der Regisseur Peter Stein empfand die auf der Platte zu hörenden Kompositionen von Eisler und Fischer unter dem Eindruck der von der Musikalität der Giehse geprägten Rezitationen als „komponierte Weiterführungen des Giehse’schen Sprechens“.

## Kritik
Der Bayerische Rundfunk schwärmte, die Giehse „lese“ oder „spreche“ nicht, sondern „denke dem Dichter nach“, so dass man völlig vergessen könne, dass man einer Interpretin oder überhaupt zuhöre. „Was sich durch sie bei einer reinen Brecht-Lesung ereignet, liegt jenseits aller Virtuosität – jenseits auch alles dessen, was man gemeinhin mit ‚Können‘ bezeichnet, auch wenn es ohne das nicht denkbar wäre. Es ist die absolute Deckung – die Identität zwischen Auszudrückendem und Ausgedrücktem.“ hieß es in einer Plattenkritik des BR direkt nach Erscheinen der ersten Folge. Die erste Folge wird mit dem Deutschen Schallplattenpreis ausgezeichnet.
Die Illustrierte Presse sah u. a. auch die gemeinsame Verwurzelung des Dichters und seiner Interpretin im süddeutschen Sprachraum für die auf der Platte hörbare „geistig-künstlerischen Verwandtschaft“ Giehses und Brechts verantwortlich, und die Düsseldorfer Allgemeine Zeitung bezeichnete beide gar als „Zweigespann, wie es kaum ein besseres geben kann“. Die Giehse verstehe die brechtsche Sprache wie kaum jemand anderes und sei daher in der Lage, seine Gedichte auf einmalige Weise zu „empfinden“ und ihnen Ausdruck zu geben.
Der Literaturspiegel bemerkte: „Therese Giehse, mit Schärfe, Genauigkeit und dem Engagement des Geistes, nicht des Gefühls, lesend, könnte Brechts Wiedergabe-Theorien erfunden haben“.
Auch in der DDR-Kritik fand die Reihe Beachtung. Franz Förster bekannte in der Berliner Nationalzeitung, Giehse stehe mit ihrer Interpretation an der „Spitze“ der besten Brecht-Interpreten. Immer träfe sie „mit ihrer fast prosaisch-sachlichen, jedoch auch der Pfiffs und Gags des Komödiantischen keineswegs entratenden Interpretation genau den Nervpunkt.“ Von Peter Fischer als Komponisten, musikalischen Begleiter und Mitspieler auf der Platte sei ebensolches zu sagen. Christoph Funke vom Berliner Der Morgen analysierte, die Schauspielerin lese „genau, langsam, bedächtig, ohne jeden Effekt. Sie trägt so vor, als ob sie die Texte zum ersten Mal kennenlernen würde – da gibt es nicht die leiseste Routine, keine Glätte, sondern eine spürbare, oft fast „rauhe“, stockendstaunende Auseinandersetzung mit den Gedichten Brechts.“

## Veröffentlichungen
Neben den Einzelausgaben und diversen späteren Wiederveröffentlichungen veröffentlichte das Literarische Archiv der DGG auch ein Kassettenwerk, in dem alle vier Brecht-Abende mit Ausnahme des ohnehin aus dem Gesamtkonzept fallenden einzigen großen dramatischen Textes Der Spitzel unter dem Titel der große bb zusammengefasst waren. Die 3-LP-Box enthielt auch ein großes Brecht-Poster und Erläuterungen u. a. von Marcel Reich-Ranicki. In der DDR wurden zwei Folgen der Reihe für das LITERA-Label übernommen.
Zuletzt erschienen die Brecht-Abende Giehses als 3-CD-Box unter dem Titel An die Nachgeborenen. Lieder und Gedichte von Bertolt Brecht (2006) unter dem Label Deutsche Grammophon Literatur als Hörbuch deklariert.

## Titelliste

### Folge 1

#### A-Seite
1. Ballade vom armen B.B.
2. Lied von meiner Mutter
3. Meiner Mutter
4. Aus den Weihnachtsgedichten: Maria
5. Die gute Nacht
6. Kinderlieder: Ballade vom Pfund
7. Wo soll das hin (Musik: Peter Fischer)
8. Der Schneider von Ulm
9. Vom Kind, das sich nicht waschen wollte
10. Mutter Beimlen (Musik: Hanns Eisler)
11. Der Pflaumenbaum
12. Mein Bruder war ein Flieger
13. Morgendliche Rede an den Baum Griehn
14. Vom Schwimmen in Seen und Flüssen
15. Vom ertrunkenen Mädchen
16. Untersuchung, ob der Mensch dem Menschen hilft

#### B-Seite
1. Fragen eines lesenden Arbeiters
2. Der Wolf ist zum Huhn gekommen (Musik: Peter Fischer)
3. Liturgie vom Hauch
4. Die Niederkunft der großen Babel
5. 1940
6. Hollywood
7. Die Maske des Bösen
8. Legende von der Entstehung des Buches Taoteking auf dem Weg des Laotse in die Emigration
9. Vom Sprengen des Gartens
10. Zeitungslesen beim Teekochen
11. Nach dem Tod meiner Mitarbeiterin M.S.

### Folge 2

#### A-Seite
1. An die Nachgeborenen
2. Deutsches Miserere (Musik: Hanns Eisler)
3. Epilog aus Der aufhaltsame Aufstieg des Arturo Ui
4. Lied einer Deutschen Mutter (Musik: Hanns Eisler)
5. Kinderkreuzzug
6. Ich, der Überlebende
7. Das Waschen (für C.N.)
8. Rückkehr
9. Der Rauch
10. Der Blumengarten
11. Tannen
12. Da das Instrument verstimmt ist
13. Die Krücken (Musik: Peter Fischer)
14. Der Radwechsel
15. Auf einen chinesischen Teewurzellöwen
16. Vergnügungen
17. An meine Landsleute

#### B-Seite
- Der Spitzel aus Furcht und Elend des Dritten Reiches

### Folge 3

#### A-Seite
1. Großer Dankchoral
2. Hymne an Gott
3. Verjagt mit gutem Grund
4. Orges Antwort
5. Orges Wunschliste
6. Der Apfelböck und die Lilie auf dem Felde (Musik: Peter Fischer nach einer von Brecht verwendeten Melodie)
7. Ballade von den Abenteurern
8. Von der Willfährigkeit der Natur
9. Gut so, schlecht so
10. Gegen die Verführung (Musik: Peter Fischer)

#### B-Seite
1. Ändere die Welt
2. Ich höre
3. Der Schuh des Empedokles
4. Ansprache des Bauern an seinen Ochsen
5. Gleichnis des Buddha vom brennenden Haus
6. Bei der Geburt eines Sohnes
7. Oh Fallada, die du hangest (1932)
8. Das Lied von der Tünche (Musik: Peter Fischer)
9. Swendborger Gedichte – Vorspruch Geflüchtet
10. Der Mann, der mich aufnahm
11. Fragen
12. An die dänische Zufluchtsstätte
13. Finnische Landschaft

### Folge 4

#### A-Seite
1. Der Kirschdieb
2. Die haltbare Graugans (Musik: Peter Fischer)
3. Kuh beim Fressen
4. Tagesanbruch
5. Die Regierung als Künstler
6. Die Bürgschaft
7. Theater
8. Die Vorhänge
9. Die Beleuchtung
10. Die Gesänge
11. Die Meister kaufen billig ein
12. Brief an den Schauspieler Charles Laughton
13. Der Rettich
14. Bei der Nachricht von der Erkrankung eines Staatsmannes
15. Lob der Dialektik
16. 1. Gedicht vom unbekannten Soldaten
17. 2. Gedicht vom unbekannten Soldaten

#### B-Seite
1. Ballade vom Wasserrad
2. Kriegsindustrie
3. Der anachronistische Zug oder Freiheit und Democracy
4. Alles wandelt sich
5. Von der Freundlichkeit der Welt
6. Maria saß auf einem Stein
7. Der Haifisch der hat Zähne
8. Was ein Kind gesagt bekommt
9. Kleines Bettellied
10. Sorgfältig prüf ich
11. Gewohnheiten noch immer
12. Wahrnehmung
13. Böser Morgen
14. Schwierige Zeiten
15. Lied der Schwestern
16. Ich benötige keinen Grabstein